# Comptoir
« Comptoir colonial » et « Comptoir commercial » redirigent ici. Pour les autres significations, voir Comptoir (homonymie).

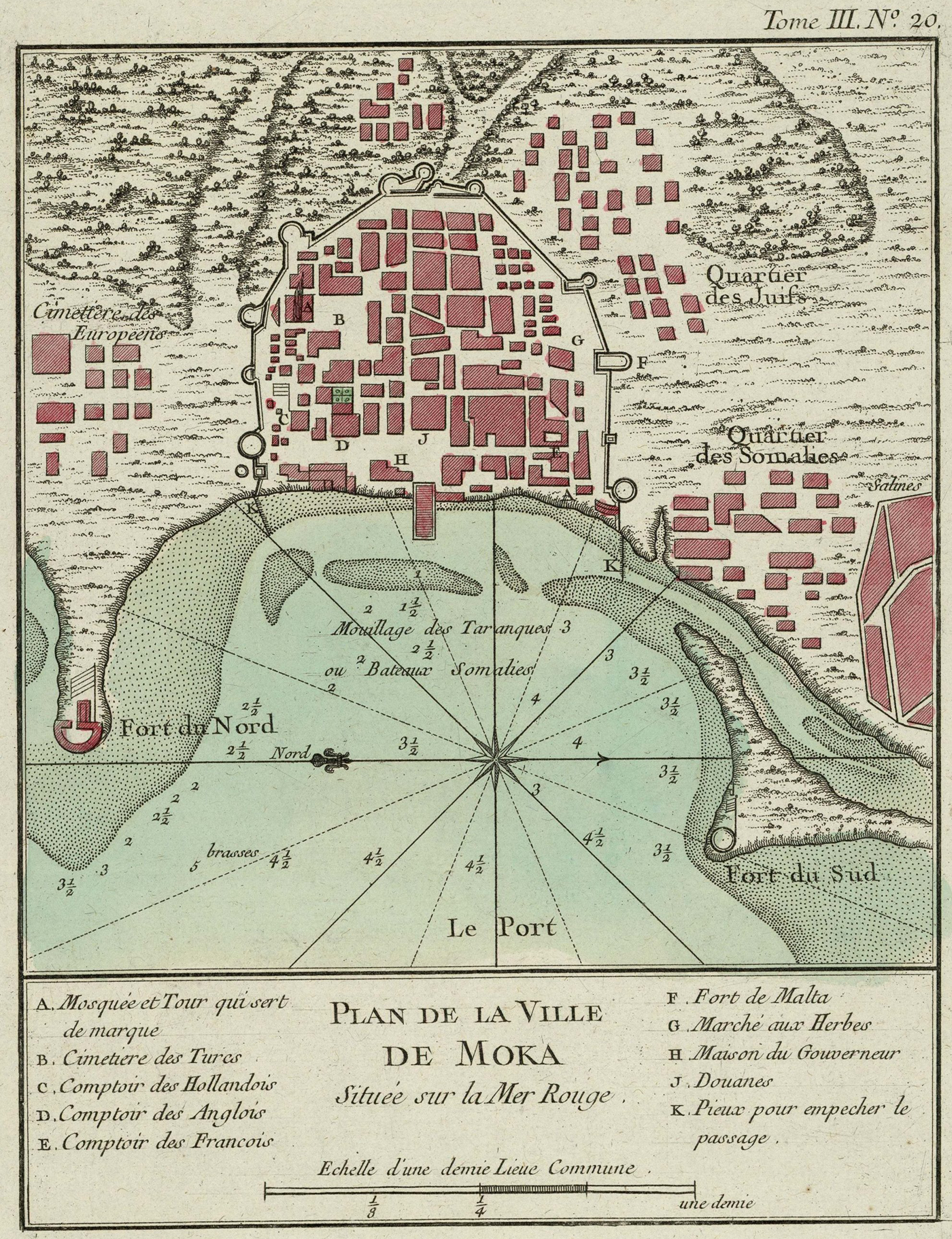
Le comptoir d'al-Moka, en mer Rouge, où se négociaient le café et la myrrhe.

Un comptoir commercial ou colonial est un territoire et une structure établis le plus souvent par des marchands étrangers ou une puissance coloniale dans les points stratégiques d'un pays (grands ports et villes côtières, nœuds routiers et fluviaux, îles) afin de favoriser le commerce international avec les marchands locaux. Il s'agit aussi du nom de l'organisation qui régit ce territoire, fondée sur une entente entre producteurs ou vendeurs, servant d'intermédiaire entre ceux-ci et leur clientèle.

## Histoire
Au cours du temps, les puissances commerciales ont souvent cherché à développer leurs échanges commerciaux et pour cela à trouver des lieux susceptibles d'accueillir les marchandises en transit. Vers -600, la ville de Marseille est fondée par les Phocéens et leur sert longtemps de comptoir.
Au XVe siècle, les grandes puissances européennes cherchent à exploiter les richesses des territoires nouvellement découverts (l'Amérique) ou les routes maritimes nouvelles (la route des Indes). Elles renforcent aussi leur présence sur les vieilles routes commerciales, comme avec la prise de Ceuta, terminus de la route transsaharienne, par les Portugais en 1415. Ensuite, les Portugais progressent, établissant de nouveaux comptoirs au fur et à mesure qu'ils explorent les côtes de l'Afrique, de l'Arabie, de l'Inde et du Sud-Est asiatique pour y faire du commerce d'épices.
La France développe des comptoirs aux XVIIe et XVIIIe siècles, notamment en Afrique occidentale pour la traite des Noirs et le commerce du coton, et en Inde (Pondichéry, Mahé, Yanaon, Karikal et Chandernagor) pour les épices. Des comptoirs sont créés également en Amérique du Nord (par exemple Tadoussac au Québec).

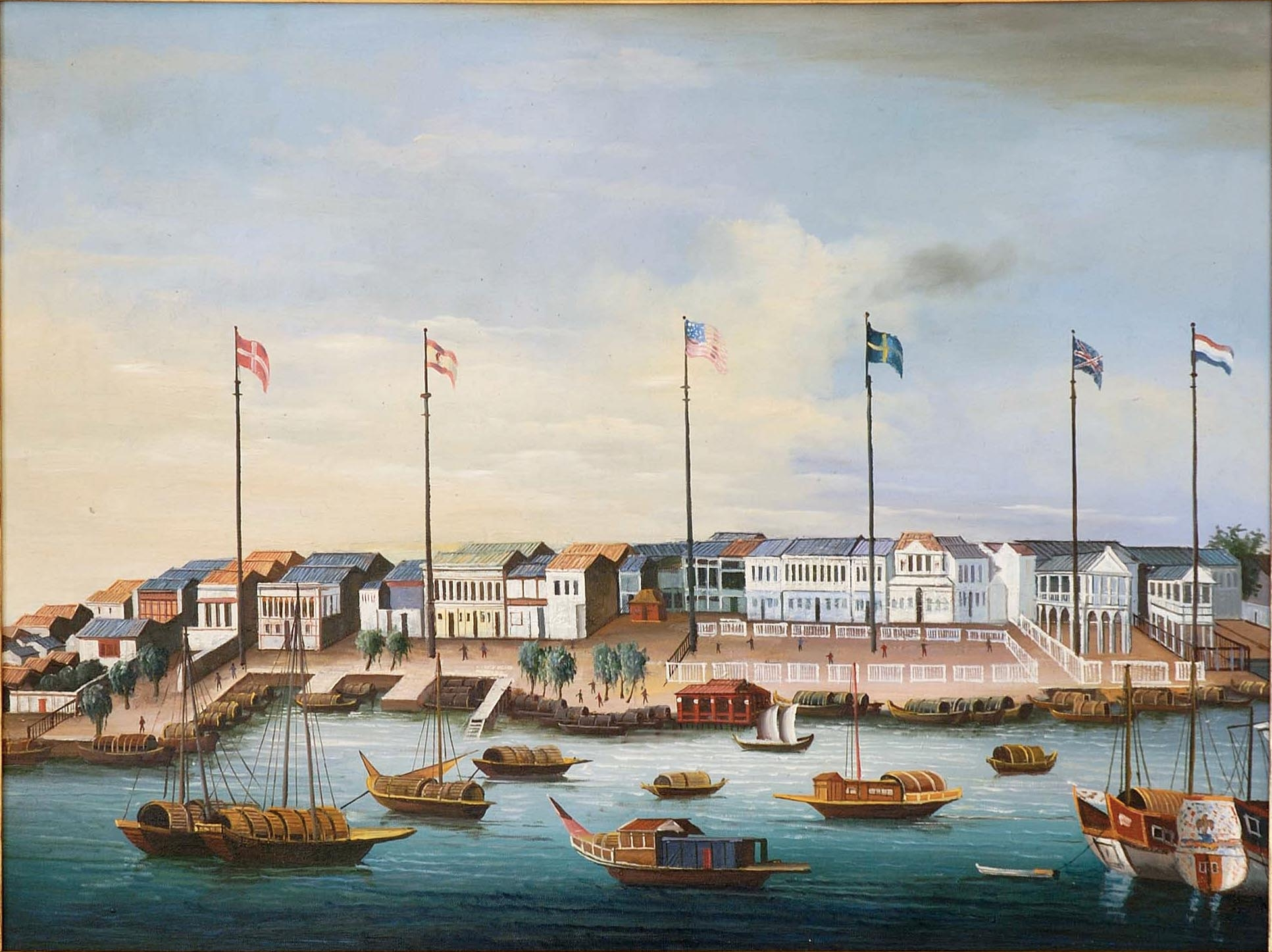
Les treize factoreries de Canton (gouache de 1820) portant les pavillons du Danemark, de l'Espagne, du Royaume-Uni, de la Suède, des Pays-Bas et des États-Unis.

En Chine, depuis que l’empereur Qianlong a, au milieu du XVIIIe siècle, fermé la plupart des ports du pays aux étrangers, Canton est la seule place vouée au commerce extérieur. Le comptoir de Canton, qui concentrait tout le commerce de l'opium des Occidentaux vers l'Empire du milieu était composé de treize factoreries où résidaient les étrangers autorisés à commercer avec la Chine. C'est là qu’ils stockaient leurs marchandises en partance pour l’Europe ou les États- Unis. Anglais, Suédois, Hollandais, Français, Américains… Chaque nation disposait de son propre bâtiment, loué aux treize honguistes, ces grands marchands chinois seuls habilités à traiter avec les compagnies étrangères. Lorsque l'empereur de Chine Daoguang décide la destruction de tous les stocks de Canton en 1839, il provoque la première guerre de l'opium.

## Organisation
Un comptoir colonial est une structure coloniale à vocation commerciale permettant au pays qui le contrôle de s'assurer un approvisionnement en ressources provenant des régions environnantes. Ces mêmes régions peuvent en échange acquérir des produits provenant du pays contrôlant le comptoir. Le principe du comptoir est que le pays qui le contrôle exclut le peuplement ou le contrôle politique direct des régions avec lesquels le commerce est réalisé, son but étant de faciliter le commerce en permettant le développement d'infrastructures locales (routes, voies ferrées, ports, habitations, infrastructures d'entretien des navires, banques) correspondant à la technologie et aux standards du pays qui le contrôle. 
Les pays qui contrôlent ces comptoirs acquièrent ainsi la capacité d'accéder directement aux matières premières ou autres produits introuvables chez eux comme l'or, le caoutchouc, les épices, etc. Historiquement, les comptoirs sont aussi les lieux de départ du commerce des esclaves, notamment en Afrique subsaharienne. 
Étant organisés par un seul pays, les échanges métropole/colonies sont monopolistiques (en général opérés par une seule grande compagnie commerciale) et protectionnistes - les prix n'étant pas fixés sur la base d'un échange concurrentiel - le tout au bénéfice exclusif du pays possédant le comptoir. En raison de leur intérêt commercial, les comptoirs sont souvent l'objet d'attaque ou d'invasion par des puissances concurrentes cherchant à prendre le contrôle du commerce régional.
Certains comptoirs restent des lieux d'échange commerciaux mais d'autres sont une étape avant la colonisation complète des régions avoisinantes, comme l'ont fait de nombreuses puissances européennes en Asie, en Amérique et en Afrique. On parle ainsi de colonie de peuplement.

## Dans la littérature et les médias
Par leur côté exotique, la vie dans les comptoirs a régulièrement inspiré des auteurs d'œuvres de fiction.
Ainsi, Arthur Rimbaud a vécu entre trois comptoirs entre 1880 et sa mort, en 1891 (Aden en Arabie, Zeilah en Somalie et Harar en Ethiopie – selon les noms contemporains). Ses lettres dites "non littéraires" évoquent longuement ces comptoirs. 
On peut également citer : Un avant-poste du progrès, une nouvelle de Joseph Conrad publiée en 1897, Les Passagers du vent, tome 3 Le Comptoir de Juda en 1981, de François Bourgeon, El Gaucho en 1995 de Milo Manara, L'Épervier, tome 5 Le Trésor du Mahury en 2001 de Patrice Pellerin.